# ブルー川 (コロラド州)
ブルー川（ブルーがわ、Blue River）は、アメリカ合衆国のコロラド州を流れる川。コロラド川の支流。長さ約65マイル（105km）、流域面積680平方マイル（1,761km2）。

## 流路
大陸分水嶺にほど近い、コロラド州サミット郡南部に位置するパーク山脈（Park Range）のクアンダリー峰（Quandary Peak）付近に源を発する。北へ流れブルーリバー（Blue River）とブリッケンリッジ（Breckenridge）を経由し、ディロン（Dillon）でディロン湖（Lake Dillon）に注ぐ。ディロンからはゴア山脈（Gore Range）の東側斜面に沿って北北西に流れ、クレムリン（Kremmling）でコロラド川に合流する。

## 利水
クレムリンの上流約20kmの場所にグリーンマウンテンダム（Green Mountain Dam）があり、グリーンマウンテン湖（Green Mountain Reservoir）が作られている。その水は水力発電や、コロラド-ビッグ・トンプソン計画（Colorado-Big Thompson Project）の一部として灌漑に用いられている。